# Звёздный разум
«Звёздный разум» — российский фантастический фильм компании KD Studios и режиссёра Алекса Гурьева. В главной роли: Егор Корешков. Выход в широкий прокат в России состоялся 6 января 2022 года.

## Сюжет
В недалёком будущем неизвестный вирус уничтожает земные растения, что в считанные годы приведёт к катастрофическому падению уровня кислорода в атмосфере и гибели человечества. Основной план выживания — переселение людей на недавно открытую планету в звёздной системе Тесс. Для терраформирования этой планеты снаряжена космическая экспедиция, которую возглавляет доктор Стивен Росс (Егор Корешков) — ведущий эксперт по двум загадочным артефактам, созданным неведомой цивилизацией более четырёх миллиардов лет назад и случайно обнаруженным в одной из земных пещер. Первый артефакт — двигатель для прыжков в гиперпространстве, делающий возможным перелёт на сотни световых лет к Тесс. Второй артефакт — сфера, производящая живую материю и при определённых настройках позволяющая воссоздать земную экосистему на другой планете — предположительно именно благодаря ей появилась жизнь на самой Земле. Исследование артефактов не завершено, но уже удалось создать их копии и оборудовать ими звездолёт экспедиции. После гиперпрыжка копии артефактов начинают раскрывать свои секреты, что ставит миссию на грань провала. Преодолевая разногласия внутри команды и противодействие чужеродного разума, члены экспедиции пытаются выжить и исполнить свой долг по спасению человечества.

## Актёры и роли
| Актёр               | Роль   |
| ------------------- | ------ |
| Егор Корешков       | Стив   |
| Алёна Константинова | Эми    |
| Дмитрий Фрид        | Дэвид  |
| Никита Дювбанов     | Фрэнк  |
| Лиза Мартинес       | Леона  |
| Константин Самоуков | Райан  |
| Виктор Потапешкин   | Ричард |
| Пётр Романов        | Питер  |

## Трейлер фильма
Финальный трейлер Архивная копия от 11 марта 2022 на Wayback Machine